# Espolla
Espolla è un comune spagnolo di 369 abitanti situato nella comunità autonoma della Catalogna.

## Storia

### Simboli
Lo stemma è stato approvato dalla 
Generalitat de Catalunya il 1º aprile 1993.